# Тшемешно
Тшемешно (пољ. Trzemeszno) град је у Пољској у Војводству великопољском. По подацима из 2012. године број становника у месту је био 7845.

## Становништво
| 2012. |
| ----- |
| 7.845 |